# Jerry et le Petit Chien
Pour plus de détails, voir Fiche technique et Distribution.
Jerry et le Petit Chien (Puppy Tale) est le 80e court métrage d'animation de la série américaine Tom et Jerry réalisé par William Hanna et Joseph Barbera et sorti le 23 février 1954 aux États-Unis.